# Konrad I. von Geroldseck
Konrad I. von Geroldseck († vom 17. auf den 18. Dezember 1180) war Fürstbischof von Straßburg von 1179 bis 1180 unter der Herrschaft des Kaisers Friedrich I. und dem Pontifikat von Papst Alexander III. Der Mainzer Metropolit war Christian I. von Buch. 

## Herkunft und Familie

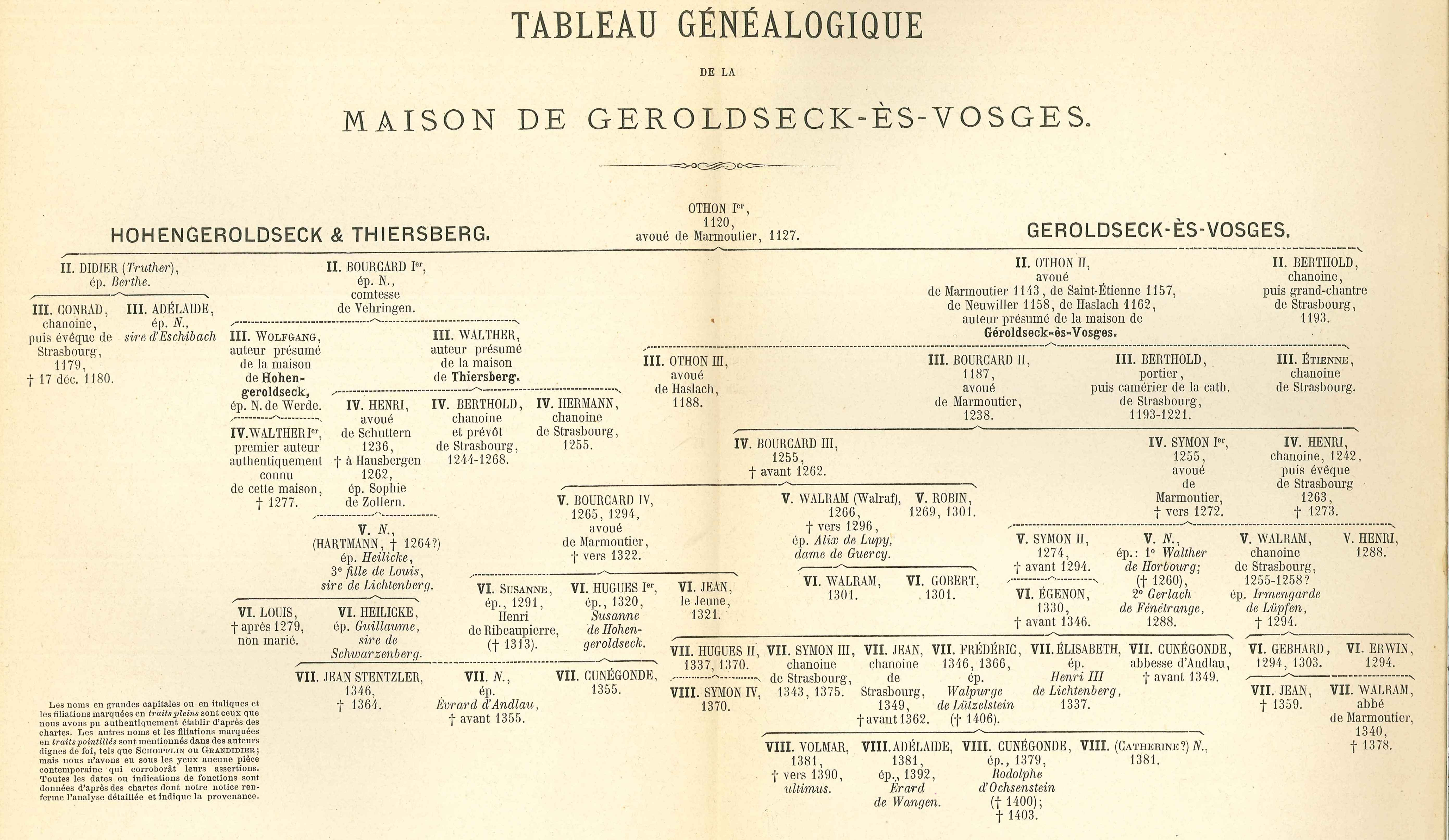
Ahnentafel der Hohengeroldseck und Großgeroldseck am Wasichen

Konrad war der Sohn von Dietrich (oder Truther) von Geroldseck und der Bertha.
Der älteste bekannte Ahnherr der Familie Geroldseck soll Otto I. Anfang des 12. Jahrhunderts gewesen sein. Dieser hatte vier Söhne: Dietrich (oder Truther), Burkhard I., Otto II. und Berthold. Otto II., der die elsässisch-vogesische Linie fortsetzte, war Vogt von Kloster Maursmünster, Sankt-Stefan und Haslach. Von ihm stammen die Geroldseck am Wasichen oder Groß-Geroldseck ab. Seine Brüder Dietrich und Burkhard, die über die Ortenau an den Rhein zogen, gründeten die Linie Hohengeroldseck, die im 17. Jahrhundert erlosch. Konrad gehörte also zu den badischen Geroldseck.

## Leben und Wirken
Konrad war Stiftsherr im Straßburger Münster, als er im Jahr 1137 ein Kloster für regulierte Chorherren in Ittenweiler bei Sankt Peter im Unterelsass für die Seelenruhe seiner Eltern errichten ließ.
Im Jahr 1165 erfüllte er die Funktion eines Propstes und war als solcher ein Wohltäter der Abtei Pairis, die er am 15. Mai 1168 mit verschiedenen Gütern beschenkte. Seine Stiftungen bekundeten sein integres religiöses Verhalten, was wahrscheinlich seine Kollegen dazu bewog, ihn am 20. Dezember 1179 anstelle des abgesetzten Elekten Rudolf von Rothweil zum Bischof zu wählen.
Während seiner kurzen Regierung beteiligte sich Konrad an der Stiftung eines Klosters von Augustiner-Einsiedlern in Hagenau. Diese hatten sich seit dem Jahre 1153 im Hagenauer Forst niedergelassen. Konrad zog sie zur Burg von Hagenau herbei, wo eine Kapelle zu Ehren der heiligen Anlage errichtet wurde. Diese Kapelle ist seit der Französischen Revolution völlig verschwunden.
Bischof Konrad begleitete noch kurz vor seinem Tod im Jahr 1180 den päpstlichen Legaten, den Bischof von Mantua, Garsendonio zum Schwesternstift Niedermünster, wo Letzterer die Einweihung der prachtvollen Stiftskirche vornahm. 
Konrad starb in der Nacht vom 17. auf den 18. Dezember 1180 und wurde gerade ein Jahr nach seiner Wahl, und zwar bevor er die bischöfliche Weihe empfangen hatte, am 20. Dezember 1180 beerdigt. Er war also ein Bischofselekt.